# Boyinzahra
Boyinzahra o Būyinzahra (farsi بویین‌زهرا) è il capoluogo dello shahrestān di Boyinzahra, circoscrizione Centrale, nella provincia di Qazvin in Iran. Aveva, nel 2006, una popolazione di 15.848 abitanti. La città si trova a sud di Qazvin.